# Оспанов Арман Толегенович
Арман Толегенович Оспанов (рос. Арман Толегенович Оспанов; нар. 1973 — пом. 6 січня 2024, Козачі Лагері, Херсонська область, Україна)  — російський офіцер, полковник. Убитий в ході російського вторгнення в Україну.

## Біографія
Служив у повітрянодесантних військах ЗС РФ у званні полковника, на посаді начальника бронетанкової служби.
6 січня Оспанов прибув для перевірки розташування 104-ї десантно-штурмової дивізії РФ, що розташована біля населеного пункту Козачі Лагері в Херсонській області. З групою військових він вирушив на евакуацію бронетранспортера. Після прибуття на місце евакуації полковник опинився під обстрілом української артилерії та підірвався на міні.